# فرنچمن، نوادا
فرنچمن (به انگلیسی: Frenchman) یک منطقهٔ مسکونی در ایالات متحده آمریکا است که در شهرستان چرچیل، نوادا واقع شده‌است. فرنچمن ۱٬۲۶۷٫۰۷ متر بالاتر از سطح دریا واقع شده‌است.